# Тхудык (городской округ)
Тхудык (вьет. Thủ Đức) — бывший городской округ Хошимина (Вьетнам)
Район был основан в 1997 году выделением из бывшего района Тхудык. Расположен в северо-восточной части города и соседствует с провинцией Биньзыонг на севере, городскими округами Биньтхань и Говап на юге, округом 9 на востоке и округом 12 на западе. 6 января 1997 года правительство Вьетнама издало постановление № 03-СР об учреждении района Тхудык и округа Тхудык в городе Хошимин.
В районе Тхудык находятся: вокзал Биньчьеу, Университетская деревня Тхудык, Зоны переработки экспортных товаров Линьчунг-1 и Линьчунг-2, Национальный университет Хошимина, речные пристани. Юго-западной границей округа Тхудык служит судоходная река Сайгон.

## Экономика
Тхудык в настоящее время — важный промышленный центр, в котором расположены около 150 фабрик с крупными производственными мощностями (в основном это индустриальные парки, зоны экспортной переработки) и тысячи небольших фабрик.
В частности, в 1993 году была создана зона экспортного производства Линьчунг на площади около 150 гектаров, объединяющая 32 иностранных компании (с общими инвестициями в 171 миллион долларов США). В 1996 году в округе открылись ещё два крупных индустриальных парка: Линьчунг-Линьсуан (450 га) и Биньчьеу (200 га).

## Религия
В районе расположено множество храмов и церквей разных религий. Среди них: католические, буддистские и каодайские.

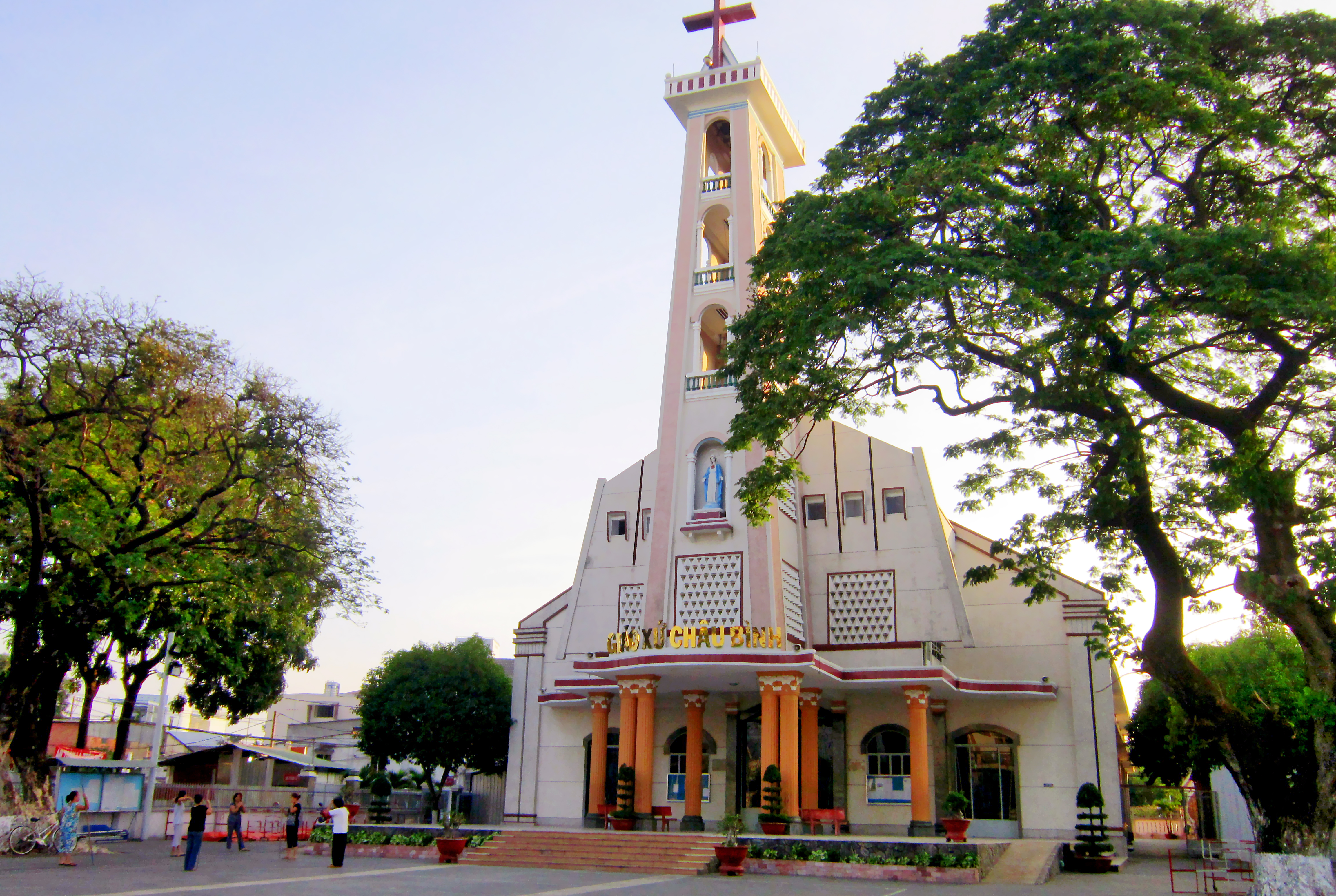
Католическая приходская церковь Чаубинь в приходе Тамфу, округ Тхудык